# ニューヨーク・シティFC
ニューヨーク・シティ・フットボール・クラブ（英語: New York City Football Club）は、アメリカ合衆国の都市ニューヨークをホームタウンとする、アメリカ合衆国およびカナダのプロサッカーリーグ（メジャーリーグサッカー（MLS））に加盟するプロサッカークラブ。2015年に参入し、ニューヨーク・ヤンキースの本拠地であるヤンキー・スタジアムを専用スタジアム建設までの仮本拠地として使用している。

## 概要
ニューヨーク・シティFCはニューヨーク・レッドブルズに次ぐニューヨークで2番目のプロサッカークラブ。2013年に、イングランド・プレミアリーグのマンチェスター・シティFCと、MLB・ニューヨーク・ヤンキースによる共同出資で創立された。

## 歴史

### クラブ創設
2013年5月、2015年から MLSに参戦することが発表。マンチェスター・シティFCが過半数の所有権となり、ニューヨーク・ヤンキースが所有グループのメンバーとなる。また、シティ・フットボール・グループの一員として活動。
2014年6月2日、元スペイン代表FWのダビド・ビジャの獲得を発表。ニューヨーク・シティFCにとって、1人目のプロ選手契約がビジャである。ビジャを獲得した直後に元イングランド代表MFのフランク・ランパードの契約も実現させ、二枚看板を手に入れることに成功した。ビジャとランパードがニューヨーク・シティFCと契約したのは2014年夏のこと。チームがMLSに参入する2015年シーズンの開幕まではまだ9ヵ月ほどあったのだが、”シティネットワーク”を利用し、MLSの2015シーズンが開幕するまでビジャを メルボルン・シティFCにローン移籍させた。そして、ランパードも大本営であるマンチェスター・シティFCにローン移籍。新チームへの移籍を実現させるだけでなく、新チームが発足するまで自分たちのクラブでプレーさせた。その後、ビジャは2015シーズンMLS開幕の2015年3月からチームに加入し、ランパードに関しては2015年の夏からチームに合流した。

### 2015年シーズン
チームの初代監督に就任したのはアメリカ人のジェイソン・クレイスである。2015年の夏の移籍市場で元イタリア代表MFのアンドレア・ピルロの獲得に成功した。
参入シーズン初年度はメジャーリーグサッカー（MLS）で東地区8位、通算17位。USオープンカップは4回戦敗退で終えた。

### 2016年シーズン
2016年にフジテレビNEXTが放映権を獲得し、大都市ニューヨークを拠点とするニューヨーク・レッドブルズとのダービーマッチが、日本で最初の放送カードに選ばれた。そして、ヤンキースタジアムで行われた試合は0-7とニューヨーク・レッドブルズに大敗し、思わぬ衝撃の結末であった。

### 2017年シーズン
シーズン前にアルゼンチン代表経験のあるMFマキシミリアーノ・モラレス、ベネズエラ代表MFヤンヘル・エレーラ、フィンランド代表MFアレクサンデル・リング、ポートランド・ティンバーズからコスタリカ代表FWロドニー・ウォレス、シカゴ・ファイアーからアメリカ代表GKショーン・ジョンソンなどを補強した。
ニューヨーク・レッドブルズとのニューヨーク・ダービーを2勝1分け1敗と勝ち越すなど好調を維持し、リーグ戦では東地区は前年度と同じく2位、通算でも2位とクラブ史上最高の成績で終えた。
しかし、プレーオフでは1回戦のコロンバス・クルーとの試合に1stレグ1-4、2ndレグ2-0の合計4-3で敗れ、ベスト8で終えた。
シーズン終了後に元イタリア代表MFアンドレア・ピルロの退団と、現役引退が正式に発表された。

### 2018年シーズン
シーズン前にパラグアイ代表経験のあるMFヘスス・メディナ、シーズン途中にアルゼンチン人FWバレンティン・カステジャーノスを補強した。
東地区では３位に入賞するも、プレーオフで敗退した。シーズン終了後にキャプテンを務めるダビド・ビジャの退団が発表された。

### 2019年シーズン
シーズン前にブラジル人FWエベル、ルーマニア代表MFアレクサンドル・ミトリツァなどを補強した。
東地区において初の首位でシーズンを終了し、CONCACAFチャンピオンズリーグへの初出場が決まった。その後のプレーオフではトロントFCとの対決で準決勝で敗退した。

### 2020年シーズン
COVID-19の感染拡大の影響でリーグが中断。その後再開への第一歩として開催されたMLSイズ・バック・トーナメントでは、準々決勝でポートランド・ティンバーズに1-3で敗れ、ベスト8で敗退した。リーグ再開後は、東地区5位でシーズンを終了。その後のプレーオフではオーランド・シティSCとの対決でPK戦の末敗れ、1回戦で敗退した。
初出場となったCONCACAFチャンピオンズリーグではラウンド16でコスタリカのADサン・カルロスと対決。1stレグ5-3、2ndレグ1-0の2試合合計スコア6-3で初勝利を挙げた。その後の準々決勝でメキシコのUANLティグレスに1stレグ0-1、2ndレグ0-4、2試合合計スコア0-5で敗れ、ベスト8で敗退した。

### 2021年シーズン
ブラジル人FWチアゴとターレス・マグノ、元アメリカ代表アルフレド・モラレス、ウルグアイU-23代表MFサンティアゴ・ロドリゲスを補強。
東地区において4位でシーズンを終了。その後のプレーオフではファイナルまで勝ち上がりフィラデルフィア・ユニオンを2-1と勝利し初のMLSカップに進出、決勝はポートランド・ティンバーズと対戦し、延長ＰＫ戦の末に、クラブ史上初のMLSカップ優勝と初タイトルを獲得した。

### 2022年シーズン
横浜Fマリノスよりブラジル人DFチアゴ・マルチンスを補強。
CONCACAFチャンピオンズリーグでは準決勝まで進出し、準決勝においてシアトル・サンダースFCとの同国対決において敗退する。6月にロニ―・デイラー監督がベルギーのスタンダール・リエージュに引き抜かれて退団する。

## 獲得タイトル
- MLSカップ：1回
  - 2021
- カンペオーネス・カップ：1回
  - 2022

## 過去の成績
| 年   | ディビジョン | ディビジョン | ディビジョン | ディビジョン | ディビジョン | ディビジョン | ディビジョン | ディビジョン | ディビジョン | プレーオフ   | USオープンカップ | 平均観客数 |
| 年   | 試           | 勝           | 分           | 敗           | 得           | 失           | 点           | レギュラー   | 全体         | プレーオフ   | USオープンカップ | 平均観客数 |
| ---- | ------------ | ------------ | ------------ | ------------ | ------------ | ------------ | ------------ | ------------ | ------------ | ------------ | ---------------- | ---------- |
| 2015 | 34           | 10           | 17           | 7            | 49           | 58           | 37           | 東8位        | 17位         | -            | 4回戦敗退        | 29,016     |
| 2016 | 34           | 15           | 10           | 9            | 62           | 57           | 54           | 東2位        | 4位          | C-準決勝敗退 | 4回戦敗退        | 27,196     |
| 2017 | 34           | 16           | 9            | 9            | 56           | 43           | 57           | 東2位        | 2位          | C-準決勝敗退 | 4回戦敗退        | 22,643     |
| 2018 | 34           | 16           | 8            | 10           | 59           | 45           | 56           | 東3位        | 7位          | C-準決勝敗退 | 4回戦敗退        | 23,211     |
| 2019 | 34           | 18           | 6            | 10           | 63           | 42           | 64           | 東1位        | 2位          | C-準決勝敗退 | 準々決勝敗退     | 21,107     |
| 2020 | 23           | 12           | 8            | 3            | 37           | 25           | 39           | 東5位        | 7位          | 1回戦敗退    | -                |            |
| 2021 | 34           | 14           | 11           | 9            | 56           | 36           | 51           | 東3位        | 8位          | 優勝         | -                |            |

## ユニフォーム

### 歴代ユニフォーム
- ホーム

|  | 2015 |  | 2016 |  |

- アウェイ

| 2015 | 2016– |  |

### スポンサー
| 年度  | メーカー | 胸スポンサー |
| ----- | -------- | ------------ |
| 2015- | adidas   | ETIHAD       |

## 現所属メンバー
2022年12月16日現在
注：選手の国籍表記はFIFAの定めた代表資格ルールに基づく。
| No. | Pos. |                | 選手名                              |
| --- | ---- | -------------- | ----------------------------------- |
| 1   | GK   | アメリカ合衆国 | ショーン・ジョンソン ()             |
| 2   | DF   | アメリカ合衆国 | クリストファー・グロスター          |
| 4   | DF   | ルクセンブルク | マクシム・シャノ ()                 |
| 5   | DF   | ブラジル       | チアゴ・マルチンス (DP)             |
| 6   | DF   | ペルー         | アレハンデル・カジェンス            |
| 7   | MF   | アメリカ合衆国 | アルフレド・モラレス                |
| 8   | FW   | ブラジル       | チアゴ・アンドラージ                |
| 9   | FW   | ブラジル       | エベル                              |
| 10  | MF   | アルゼンチン   | マキシミリアーノ・モラレス (DP)     |
| 12  | DF   | デンマーク     | メルテ・アムンセン                  |
| 13  | GK   | アメリカ合衆国 | ルイス・バラサ                      |
| 18  | DF   | イングランド   | クリスチャン・マクファーレーン (HG) |
| 20  | MF   | ウルグアイ     | サンティアゴ・ロドリゲス            |

| No. | Pos. |                | 選手名                      |
| --- | ---- | -------------- | --------------------------- |
| 21  | DF   | アメリカ合衆国 | アンドレス・ジェイソン (HG) |
| 22  | FW   | アメリカ合衆国 | ケビン・オトゥール          |
| 24  | DF   | アメリカ合衆国 | テイボン・グレイ (HG)       |
| 25  | GK   | アメリカ合衆国 | コーディー・ミゼル          |
| 26  | MF   | ウルグアイ     | ニコラス・アセベド          |
| 27  | FW   | メキシコ       | Jonathan Jimenez (HG)       |
| 30  | DF   | ガーナ         | サミュエル・オヴス (HG)     |
| 33  | DF   | アメリカ合衆国 | ニコ・ベナルカザール (HG)   |
| 34  | DF   | アメリカ合衆国 | Stephen Turnbull            |
| 38  | MF   | ブラジル       | ガブリエウ・ペレイラ        |
| 43  | FW   | ブラジル       | ターレス・マグノ (DP)       |
| 55  | MF   | アメリカ合衆国 | キートン・パークス          |
| 80  | MF   | アメリカ合衆国 | ジャスティン・ハーク        |

※括弧内の国旗はその他保有国籍、もしくは市民権を示す。
監督
- ニック・クッシング

### ローン移籍
out
注：選手の国籍表記はFIFAの定めた代表資格ルールに基づく。
| No. | Pos. |                | 選手名                                      |
| --- | ---- | -------------- | ------------------------------------------- |
| 11  | FW   | アルゼンチン   | バレンティン・カステジャーノス (ジローナFC) |
| 16  | MF   | アメリカ合衆国 | ジェイムズ・サンズ (レンジャーズFC)         |

| No. | Pos. |            | 選手名                                      |
| --- | ---- | ---------- | ------------------------------------------- |
| 28  | FW   | ルーマニア | アレクサンドル・ミトリツァ (アル・ラエドFC) |

## 歴代監督
| 氏名                       | 国籍           | 在籍年          |
| -------------------------- | -------------- | --------------- |
| ジェイソン・クライス       | アメリカ合衆国 | 2015年          |
| パトリック・ヴィエラ       | フランス       | 2016年 - 2018年 |
| ドメネク・トレント         | スペイン       | 2018年 - 2019年 |
| ロニー・デイラ             | ノルウェー     | 2020年 -2022年  |
| ニック・クッシング（暫定） | イギリス       | 2022年-         |

## 歴代所属選手

### GK
- ショーン・ジョンソン 2017-
- フィッツジェラルド・アキラ 2015

### DF
- ジェイソン・ヘルナンデス 2015-2016
- マクシム・シャノ 2016-

### MF
- パブロ・アルバレス・ヌニェス 2015
- アンドニ・イラオラ 2015-2016
- フランク・ランパード 2015-2016
- ミケル・ディスケルド 2015-2018
- アンドレア・ピルロ 2015-2017
- ロドニー・ウォレス 2017-2018
- マキシミリアーノ・モラレス 2017-

### FW
- ダビド・ビジャ 2014-2018
- アダム・ネメツ 2015